# اتاق خواب‌ها (فیلم)
اتاق خواب‌ها (انگلیسی: Bedrooms) فیلمی در ژانر درام است که در سال ۲۰۱۰ منتشر شد. از بازیگران آن می‌توان به جولی بنز اشاره کرد.